# 押沙龙

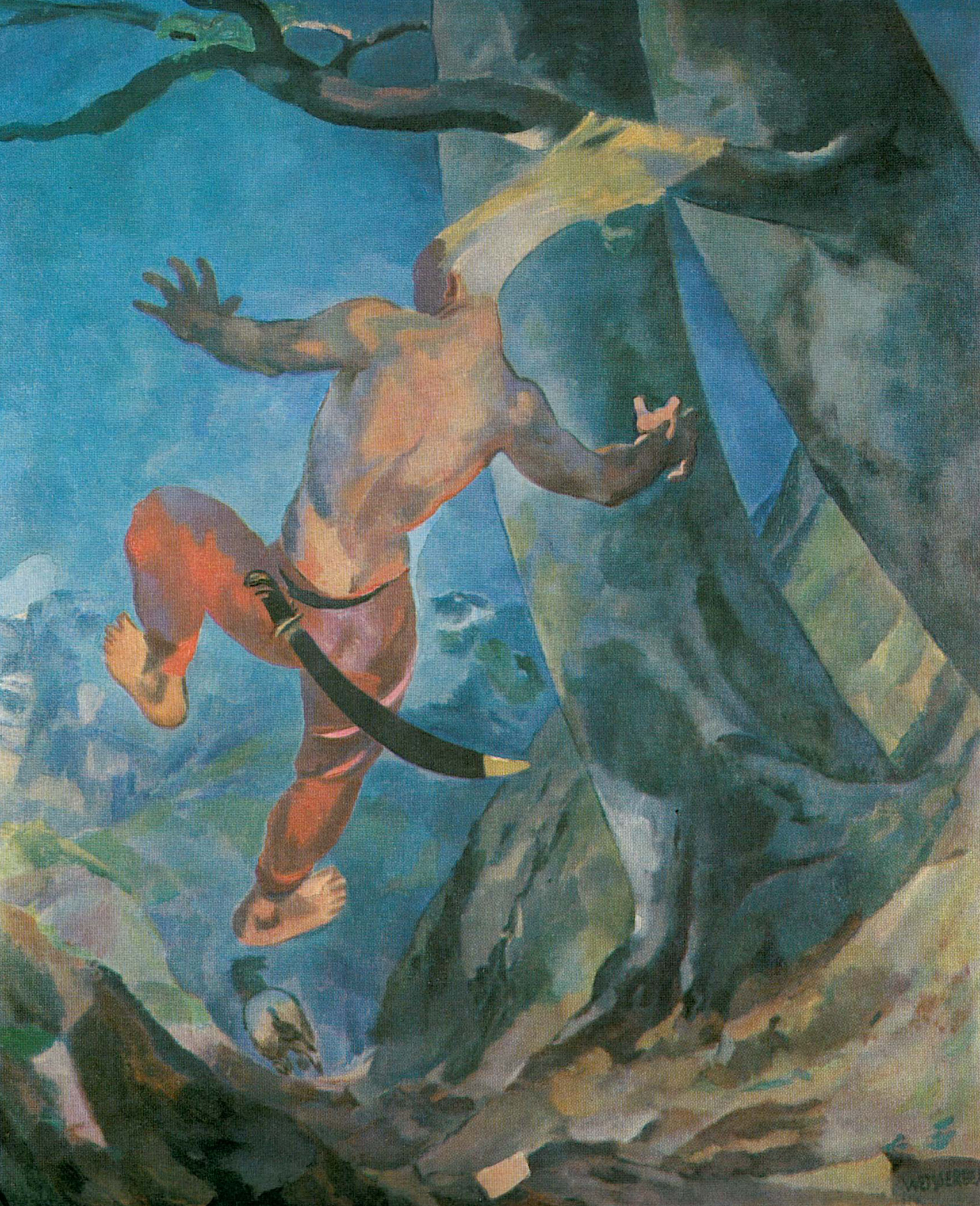
by Albert Weisgerber

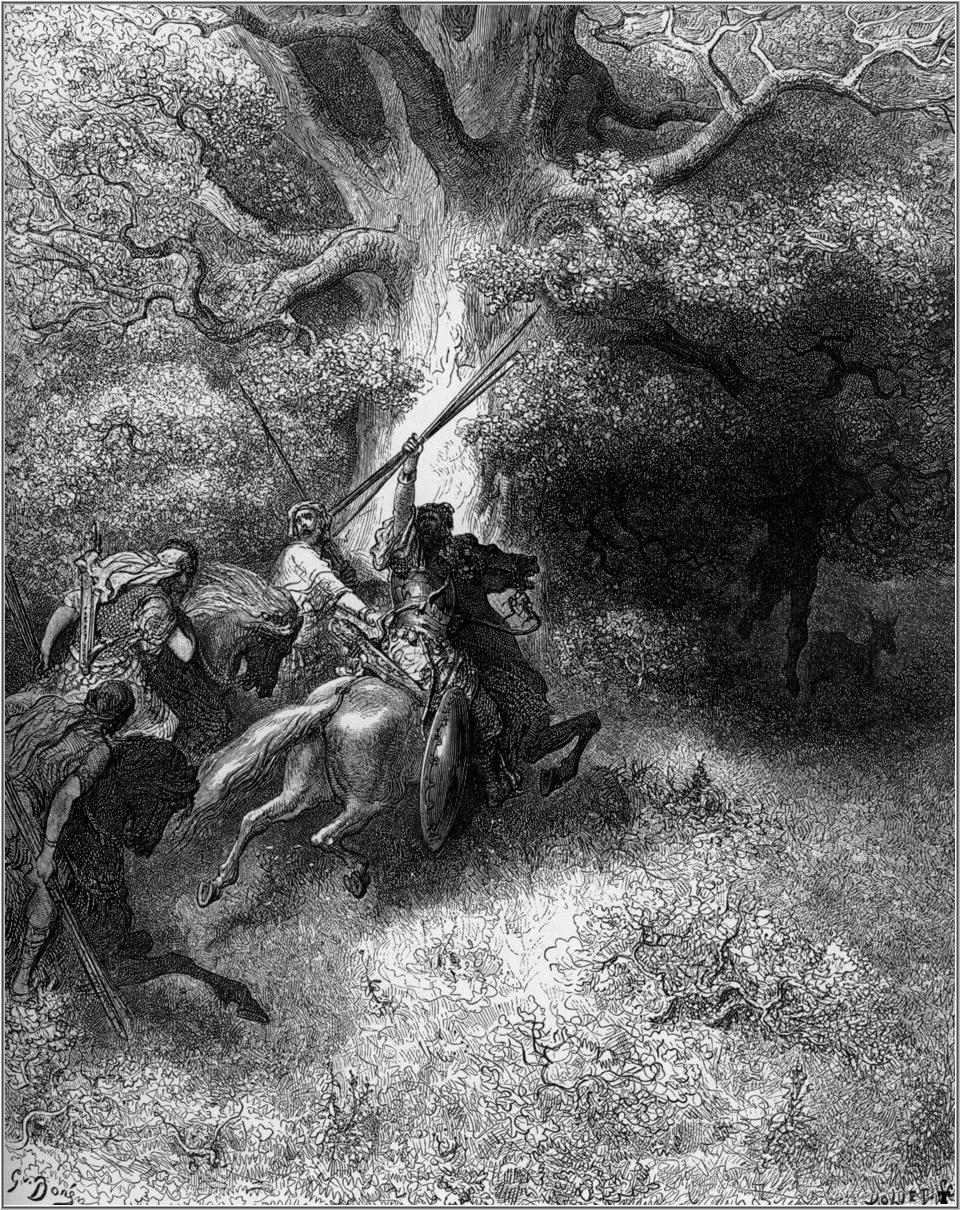
押沙龙之死

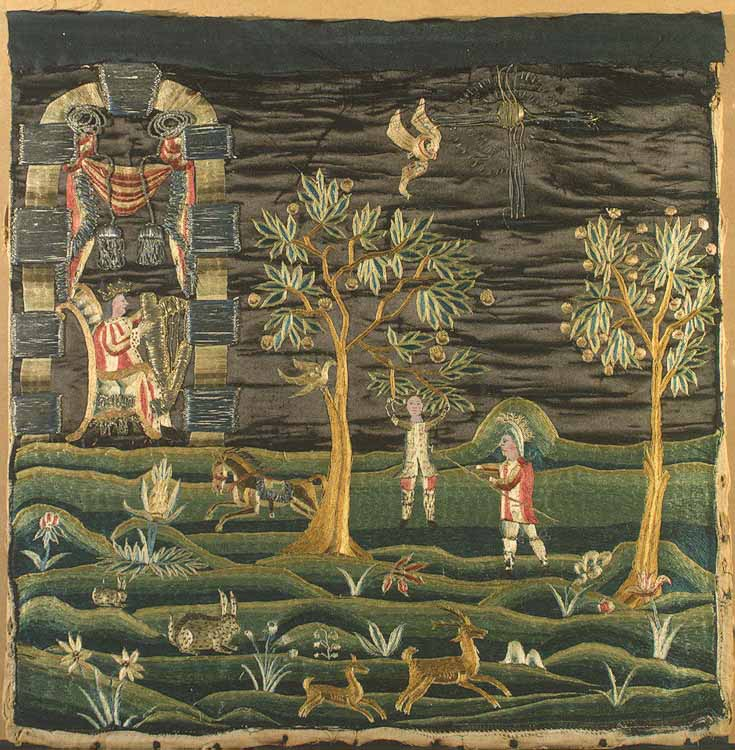
水彩画《押沙龙被挂》

押沙龙，天主教譯為阿貝沙隆（希伯来语：אַבְשָׁלוֹם，英语：Absalom或Avshalom †）意為「父親或領導者是和平的」。在圣经中是大卫王的第三个儿子，以色列国王。他被认为是全国最英俊的人。  
他有一個女兒他瑪，是依照妹妹他瑪的名字改的，後來女兒他瑪嫁結基比亞人烏列，兩人生了一個女兒，名為瑪迦，而瑪迦就是猶大王羅波安的妻子，以色列太皇太后。

## 杀死暗嫩
押沙龙的妹妹他瑪被异母哥哥、大卫的长子暗嫩强奸。押沙龙在等待了两年之后，邀请国王所有的儿子赴宴，派仆人杀死暗嫩复仇（撒母耳记下13）：
|  | 18. 那时他玛穿着长袖衣服，因为没有出嫁的公主都是穿这样的外袍。暗嫩的仆人就把她领出去，随后关门上闩。 19. 他玛把灰撒在头上，撕裂所穿的长袖衣服，以手抱头，一面行走，一面哭喊。 20. 她胞兄押沙龙问她说，莫非你哥哥暗嫩与你亲近了么？我妹妹，暂且不要作声，他是你的哥哥，不要将这事放在心上。他玛就孤孤单单的住在她胞兄押沙龙家里。 22. 押沙龙并不和他哥哥暗嫩说好说歹；因为暗嫩玷辱他妹妹他玛，所以押沙龙恨恶他。 23. 过了二年，在靠近以法莲的巴力夏琐，有人为押沙龙剪羊毛；押沙龙请王的众子与他同去。 28. 押沙龙吩咐仆人说，你们注意，看暗嫩饮酒，心里高兴的时候，我对你们说，杀暗嫩，你们便杀他，不要惧怕。这不是我吩咐你们的么？你们只管刚强奋勇。 |

## 逃亡
此后押沙龙逃到他的外公，基述王达买那里，直到三年后：
|  | 18. 押沙龙活着的时候，在王谷为自己立了一根石柱，因他说，我没有儿子为我留名作紀念。他就以自己的名称那石柱叫押沙龙紀念碑，直到今日。 |

## 战败致死
后来，他发动反抗父亲大卫的叛乱，占领耶路撒冷，但在以法莲树林中全军覆没。他的表哥约押趁押沙龙的头发被橡树枝缠住时将他杀死。尽管押沙龙有叛乱之举，大卫并无杀死押沙龙之意。大卫对押沙龙的死十分伤痛，以至于说出希望自己代替儿子死掉。

## 參看
- 拔示巴
- 《押沙龍，押沙龍！》
- 叛臣逆子 -- 押沙龍為何要背叛大衛 （页面存档备份，存于）
- 押沙龍的反叛與大衛的逃亡 押沙龍之死和大衛的憂傷